# Sabadell
Sabadell este un oraș în Spania în comunitatea Catalonia în provincia Barcelona și în comarca Vallès Occidental. În 2004 avea o populație de 193.338 locuitori. Este situat la 20,6 km la nord vest de Barcelona.

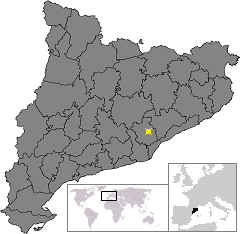
Sabadell

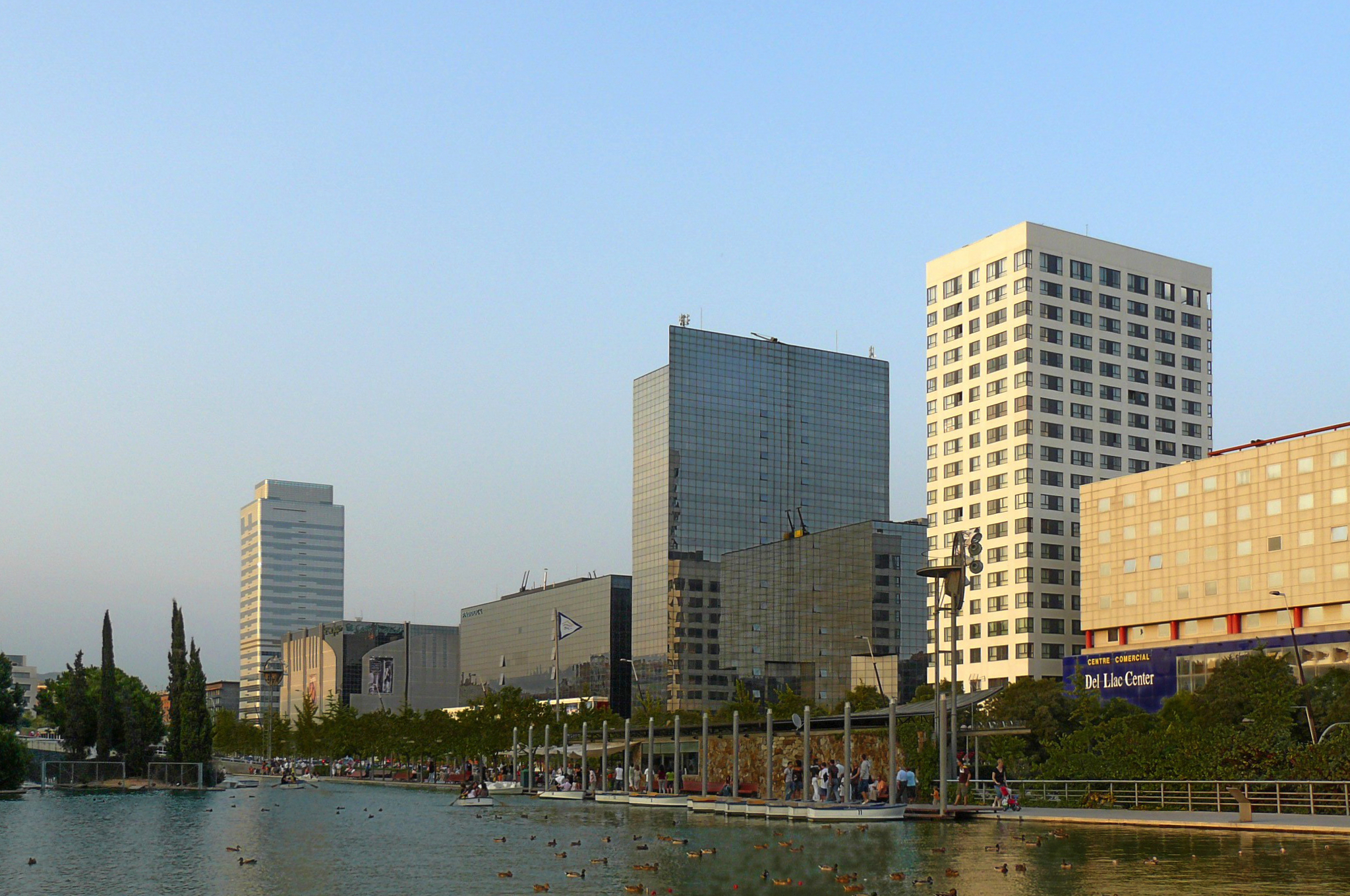
Sabadell - Eix Macià

## Personalități născute aici
- Cristian Tello (n. 1991), fotbalist.

1. ↑   http://www.sabadell.cat/, accesat în 27 ianuarie 2016 Lipsește sau este vid: |title= (ajutor)
2. ↑  Nomenclátor Geográfico de Municipios y Entidades de Población (20240402 edition)
3. 1 2   http://www.idescat.cat/pub/?id=aec&n=925&t=2016 Lipsește sau este vid: |title= (ajutor)